# Niezależna Komisja Przeciw Korupcji

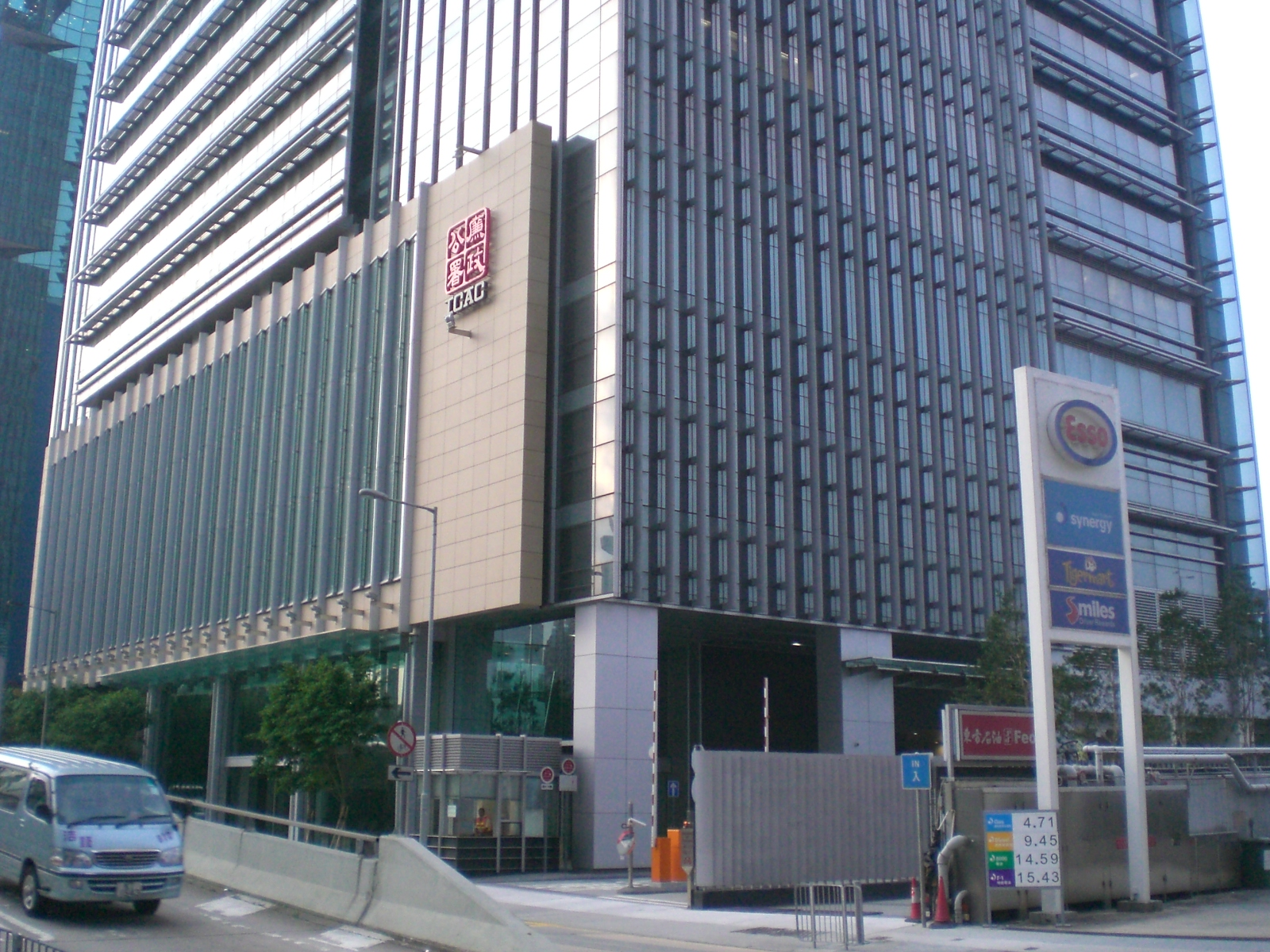
Biuro NKPK w Hongkongu

Niezależna Komisja Przeciw Korupcji (ang. Independent Commission Against Corruption; chiń. 廉政公署, przed 1997 總督特派廉政專員公署) – instytucja antykorupcyjna w Hongkongu założona 15 lutego 1974 przez gubernatora Murraya MacLehose w okresie rządów Brytyjczyków. Głównym jej celem jest zwalczanie korupcji, powszechnej na szczeblu rządowym oraz w szczególności w policji.
Na czele NKPK stoi komisarz. Od czasu przekazania władzy, w 1997, komisarz mianowany jest przez Radę Państwa ChRL, z rekomendacji Szefa administracji Hongkongu

## Okoliczności powstania
Policja Hongkongu posiadała sekcję ds. walki z korupcją, lecz skutki jej działań były mizerne. Istniało powszechne przekonanie o tym, że po wykryciu praktyk korupcyjnych, w szczególności przez Policję Antykorupcyjną, ona sama angażowała się w podejrzane interesy.
Szczególnym przykładem była sprawa Petera Fitzroy Godbera, starszego oficera policji w placówce Wanchai, a później na lotnisku Kai Tak. Przed przejściem na emeryturę w 1973 r. zgromadził on na zagranicznych kontach bankowych sumę nie mniejsza niż 4,3 mln HDK (w przybliżeniu ok. 600 tys. USD). Policja antykorupcyjna wykryła podejrzany stan jego konta i zażądała wyjaśnień co do źródła pochodzenia pieniędzy. W odpowiedzi na to Godber zaaranżował natychmiastowe opuszczenie kolonii dla siebie i swojej żony. Używając lotniskowej przepustki policyjnej, przeszedł przez punkt odpraw i wszedł wprost do samolotu odlatującego do Londynu. Ucieczka Godbera wywołała oburzenie dotyczące integralności systemu samokontroli w policji, a także spowodowała nacisk na to, by rząd wzmocnił wysiłki w walce z korupcją.
Nowo powstała Niezależna Komisja Przeciw Korupcji miała za zadanie wykorzenić korupcję. W odróżnieniu od starej sekcji antykorupcyjnej w policji podlegała ona Gubernatorowi Hongkongu. Lokalni prześmiewcy żartowali, że ICAC ustanowiono by „Badać Starożytne Chińskie Zwyczaje” (ang. Investigating Chinese Ancient Customs) a nawet, że „Akceptuje Także Gotówkę” (ang. I Can Accept Cash).
Godber ostatecznie przeszedł procedurę ekstradycji i wytoczono mu proces. Zanim jednak się to stało, NKPK musiała zapewnić amnestię dwóm innym oficerom wysokiej rangi. Godber został oskarżony i skazany na karę czterech lat więzienia.

## Rozwój
U początków działalności NKPK miały miejsce bijatyki pomiędzy oficerami tej instytucji a policjantami, którzy rozzłoszczeni wpadali do biur w Centralnym Dystrykcie. Sytuacja ta zakończyła się po ogłoszeniu częściowej amnestii dla drobnych przestępstw korupcyjnych popełnionych przed 1977 r. Jednak stopniowo okazało się, że NKPK samo popadło w kłopoty - zostało wystawionych na próbę, a następnie w związku z tym oskarżonych kilku jej eksponowanych wyższych oficerów. Inni zostali zmuszeni do przejścia na emeryturę.
Jako rezultat śledztw Komisji, na początku 1978 r. nastąpiła masowa czystka. Ogłoszono, że 119 urzędników oraz jeden celnik zostało poproszonych o opuszczenie stanowisk w oparciu o przepisy 55 Regulacji Kolonialnej (ang. Colonial Regulation 55, patrz poniżej). Uczyniono to w ten sposób w interesie społecznym, w celu jak najszybszego rozwiązania problemu. Kolejnych 24 oficerów zostało zatrzymanych pod zarzutem zmowy. 55 urzędników i jeden celnik zostali objęci amnestią. Posunięcia te spotkały się z mieszanymi odbiorem w opinii publicznej, jednocześnie mając szerokie poparcie wśród władz ustawodawczych, jako będące w najlepszym interesie Hongkongu i zapobiegające demoralizacji oraz korupcji w policji. Natomiast członek Rady Miejskiej, Elsie Elliot skrytykował rząd za pobłażliwość wobec ważnych urzędników i karanie tylko „płotek”.
Dziś, Hongkong obok bardzo dobrych wyników gospodarczych notuje stosunkowo niskie w porównaniu z innymi krajami zjawisko korupcji. Pod względem wskaźnika percepcji korupcji z 2007, prowadzonego przez Transparency International i obejmującego 180 państw, Hongkong znalazł się na czternastym miejscu.

## 55 Regulacja Kolonialna
55 Regulacja Kolonialna jest przepisem wykonawczym najwyższego szczebla zgodnie, z którym władze kolonialne nie są zobowiązane do składania wyjaśnień. Mówi ona, że „Urzędnik obejmuje swój urząd z łaski Korony, i także z łaski Korony, reprezentowanej w osobie Sekretarza Stanu, może zostać z niego odwoływany, przy czym nie są w tym przypadku wymagane żadne specjalne formalności.”
Jako instancję zabezpieczającą dla tej regulacji, traktowany był obowiązek konsultacji decyzji Sekretarza Stanu ds. Zagranicznych i Wspólnoty Brytyjskiej z Sekretarzem Służby Publicznej oraz Ministrem Sprawiedliwości. Najwyższą instancją był Premier.
Z przepisów tych do 1978 korzystano ok. 25 razy, wliczając w to dwukrotne ich zastosowanie w czasie rządów Gubernatora MacLehose.
Kontrowersje dotyczące użycia 55 Regulacji Kolonialnej:
Henry Litton, Prezes Stowarzyszenia Adwokatów Hongkongu, zakwestionował użycie 55 Regulacji, w sytuacji gdy Regulacje 56 i 57 (które dopuszczają „zwolnienie w wyniku przeprowadzonego dochodzenia”) mogą być również użyte. Ponadto argumentował, że „O ile wiem, Regulacje Kolonialne odnoszą się wyłącznie do najwyższych urzędników, których nominacje są publikowane (ang. gazetted officers)” oraz „Żadnemu chińskiemu policjantowi nigdy nie dano kopii... zanim się na niej nie podpisał”. Większość z ustawodawców poparła użycie tych przepisów jako podyktowane „wyjątkowymi okolicznościami” i uznając je za „konieczne”.

## Konstytucyjny status Komisji
Przygotowując się do ponownego zjednoczenia Hongkongu i ChRLD w 1997, Ogólnochińskie Zgromadzenie Przedstawicieli Ludowych uchwaliło w 1990 Podstawowy dokument konstytucyjny Hongkongu. Powoływał on NKPK. W ten sposób, ta antyłapówkarska agencja przetrwała jako organ konstytucyjny. Przejściowo kwestionowano zgodność nazwy NKPK z konstytucją, jednak chińska wersja ustawy zasadniczej przeważyła nad jej angielską wersją językową i zaprzestano tego. Inna interpretacja mówiła o tym, że Konstytucja ustanowiła instytucję, jednocześnie nie wskazując na to jak powinna się ona nazywać.
W 2005 miało miejsce kilka spraw, w których dowody zaprezentowane przez NPKP zakwalifikowane zostały jako zebrane w sposób niezgodny z konstytucją.

## Szefowie NKPK
- 1974-1978 – sir Jack Cater
- 1978-1980 – sir Donald Luddington
- 1980-1984 – Peter Barry Williams
- 1985-1988 – Geoffrey Thomas Barnes
- 1988-1991 – David Gregory Jeaffreson
- 1991-1992 – Peter James Allan
- 1993-1996 – Bertrand Edouard Doger de Speville
- 1996-1997 – Michael Leung Man-kin
- 1997-1999 – Lily Yam
- 1999-2002 – Alan Nai Lin
- 2002-2003 – Ambrose S.K. Lee
- 2003-2006 – Raymond H.C. Wong
- 2006-2007 – Fanny Law
- 2007-2012 – Timothy Tong Hin-ming
- 2012 – Simon Peh